# SHIFT IV NISSAN CM TRACKS
『SHIFT III NISSAN CM TRACKS』は、2012年3月7日にソニー・ミュージックエンタテインメントのグループ会社、ソニーミュージックジャパンインターナショナルより発売された、日産自動車のCM曲を集めたコンピレーションCDである。
日産自動車のCMソングを集めたCDとしてはSHIFT-NISSAN CM TRACKS-, SHIFT second NISSAN CM TRACKS、SHIFT III NISSAN CM TRACKSに次ぎ、第四弾となる。

## 収録曲
1. スチャダラパー「GET UP AND DANCE」
ジューク（2011年）
2. チャットモンチー「Last Love Letter」
キューブ（2009年）
3. オリアンティ「サンシャイン・ラヴ」
ジューク（2010年）
4. ティアーズ・フォー・フィアーズ「シーズ・オブ・ラヴ」
シルビア（1993年）
5. RIP SLYME「甘い生活～La dolce vita～」
ラフェスタ ハイウェイスター（2011年）
6. いきものがかり「風と未来」
セレナ（2010年）
7. TOKYO No.1 SOUL SET+HALCALI「今夜はブギー・バック」
キューブ（2009年）
8. エルトン・ジョン「ユアソング」
マーチ（1987年）
9. マイケル・ボルトン「男が女を愛する時」
ローレル（1991年）
10. JUJU「やさしさで溢れるように」
キューブ（2009年）
11. パッション・ピット「アイズ・アズ・キャンドルズ」
PURE DRIVE　企業CM（2010年）
12. ホセ・フェリシアーノ「ワイルド・ワールド」
ステージア（2004年）
13. ブリジット・バルドー「変わるかも」
モコ（2011年）
14. BOOM BOOM SATELLITES「KICK IT OUT」
エクストレイル（2009年）
15. サンボマスター「できっこないを やらなくちゃ」
セレナ（2010年）